# يوسف كمال بك
يوسف كمال بك (بالتركية: Yusuf Kemal Tengirşenk) هو دبلوماسي ومحامي وسياسي تركي، ولد في 1878 في تركيا، وتوفي في 15 أبريل 1969 في أنقرة في تركيا. حزبياً، نشط في حزب الشعب الجمهوري. وقد انتخب عضو في البرلمان التركي.